# Donald Tsang
Sir Donald Tsang Yam Kuen (chiń. upr. 曾荫权; chiń. trad. 曾蔭權; pinyin Zēng Yìnquán; jyutping Zang1 Jam3 Kyun4; ur. 7 października 1944 w Hongkongu), chiński działacz państwowy, pracujący w administracji Hongkongu pod zarządem brytyjskim, a od 1997 we władzach Specjalnego Regionu Administracyjnego Hongkong w ramach ChRL; od 2005 do 2012 szef władz wykonawczych.
Syn policjanta; ukończył Kolegium Wah Yah w Hongkongu, następnie krótko pracował jako sprzedawca. W 1967 podjął pracę w administracji państwowej. W latach 1981–1982 uzupełniał wykształcenie w kierunku administracji publicznej na Harvardzie. Zajmował stanowiska w administracji gospodarczej, w 1977 przebywał jako ekspert na zaproszenie Azjatyckiego Banku Rozwoju na Filipinach i w Bangladeszu, zajmując się problemami zaopatrzenia w wodę i rozwojem kolei. Pełnił szereg ważnych funkcji we władzach brytyjskich Hongkongu, m.in. dyrektora generalnego ds. handlu i głównego negocjatora handlu zewnętrznego, sekretarza skarbu. W 1995 jako pierwszy Chińczyk został sekretarzem finansów. Odegrał ważną rolę w kontaktach brytyjsko-chińskich w procesie przekazania władzy w Hongkongu. Za wieloletnią pracę w brytyjskiej administracji został odznaczony w 1997 komandorią Orderu Imperium Brytyjskiego (KBE).
Zachował stanowisko sekretarza finansów we władzach Specjalnego Regionu Administracyjnego ChRL pod kierownictwem Tung Chee Hwa. Na czas sprawowania przez niego tej funkcji przypadł m.in. kryzys azjatycki. W maju 2001 przeszedł na stanowisko głównego sekretarza (Chief Secretary) władz regionu (zastąpił Anson Chan). Funkcja ta w praktyce oznacza zastępcę szefa władz wykonawczych; zgodnie ze specjalną konstytucją Hongkongu po rezygnacji Tung Chee Hwa w marcu 2005 Tsang z racji wykonywanej funkcji przejął tymczasowo obowiązki szefa władz wykonawczych (Chief Executive) Specjalnego Regionu Administracyjnego Hongkong. Zrezygnował 25 maja 2005 ze względu na zapowiedziany start w przedterminowych wyborach bezpośrednich na szefa władz wykonawczych; jako jedyny zatwierdzony kandydat został mianowany szefem władz wykonawczych 16 czerwca i zaprzysiężony ponownie 21 czerwca 2005.
Żonaty (Selina Pow Siu Mei), ma dwóch synów. Jego młodszy brat jest oficerem policji, do 2003 był w kierownictwie policji Hongkongu. Oprócz Orderu Imperium Brytyjskiego Donald Tsang został odznaczony m.in. najwyższym odznaczeniem Hongkongu Medalem Wielkiej Bauhinii (GBM). Odebrał honorowe doktoraty Chińskiego Uniwersytetu Hongkongu oraz Politechniki Hongkongu.